# Nagy János (tanár, 1842–1893)
Nagy János (Szeged, 1842. május 6. – Szeged, 1893. augusztus 10.) tanár, polgári iskolai igazgató.

## Élete
Szegény sorsú iparos szülők gyermek. Ugyanitt végezte a reáliskola négy osztályát és tanítói kiképeztetését. Tanítói pályáját Hódmezővásárhelyen kezdte 1855-ben, ahol egy évig működött; innét a szegedi izraelita főelemi iskolához hívták meg, ahol tíz évig a magyar nyelvet tanította. 1869-ben a szegedi községi népiskolához választották meg és 1873-ig az V. és VI. osztálynak vezetője volt. Midőn a polgári fiúiskola megnyílt, ide választották meg tanárnak, majd Budapesten a magyar nyelv, földrajz és történelmi tananyagból vizsgált tett és polgári iskolai oklevelet nyert. Ez időtől mint igazgatótanító működött ezen tanintézetnél Szegeden. Az alföldi tanítóegyesület elnöke és a Dugonics Társaság rendes tagja volt.
Jegyei (gy-s.) és (-s.) a Szegedi Híradóban 1869-től.

## Írásai
Cikkeket írt a Szegedi Híradóba (1869-től, tanügyi cikkek), a Néptanítók Lapjába (1870. Néhány szó a váltakozás és az osztályrendszer kérdéséről, 1886. Egy méhészeti előadásról és könyvism., 1887. A méhészeti segédeszközökről, 1888. A csanádi méhésztársulat, Méhészkedési gyakorlatok); a szegedi többi helyi lapokba az iskolák szervezeti kérdéseiről több cikket írt.

## Munkái
- Magyar nyelvtan. Felső nép- és polgári iskolák, valamint tanítóképezdék számára. Szeged, 1876. (Ism. Néptanítók Lapja. 2. jav. és bőv. kiadás 1879., 3. jav. és bőv. k. 1884., 4. átdolg. kiadás 1889. Szeged).
- Magyar nyelvkönyv. A népiskolák II. osztálya számára. A csongrádmegyei tanítótestületek (Alföldi tanítóegylet) egyesületének megbízásából. Szeged, 1882. (III. és IV. osztályok számára. Szeged, 1881., 2. kiadás 1885. és 1887.).

Szerkesztette a Tanügyi Lapokat 1872. április 10. 1874-ig Szegeden.